# Борисовка (Ішимський район)
Бори́совка (рос. Борисовка) — присілок у складі Ішимського району Тюменської області, Росія.
Населення — 272 особи (2010, 362 у 2002).
Національний склад станом на 2002 рік:
- росіяни — 76 %